# 台湾帚菊
台湾帚菊（学名：Pertya shimozawai）为菊科帚菊属的植物。分布于台湾等地，多生长在疏林中。

## 异名
- Pertya scandens Sch.-Bip. var. shimozawai (Masamune) Kitamura